# 盖伊·奥利弗·尼克尔斯
盖伊·奥利弗·尼克尔斯（英語：Guy Oliver Nickalls，1899年4月4日—1974年4月26日），英国男子赛艇运动员。他曾代表英国参加1920年和1928年夏季奥林匹克运动会赛艇比赛，获得二枚银牌，均来自男子八人单桨有舵手项目。